# Carpenter (cratère)
 (mars 2025).
Pour les articles homonymes, voir Carpenter.
Carpenter est un cratère d'impact lunaire situé dans la partie nord de la Lune. À cet endroit, le cratère est raccourci et apparaît de forme ovale. Son contour est cependant presque circulaire. Le rempart extérieur, au sud, est attenant à l'ancien cratère Anaximandre, et la formation satellite Anaximandre B se trouve le long de son bord ouest. Au nord-est se trouve Anaximenes.
D'un point de vue géologique, Carpenter est un cratère lunaire relativement jeune, dont les caractéristiques n'ont pas été significativement érodées par les impacts ultérieurs. Il est certainement beaucoup plus jeune que les formations cratères environnantes. La paroi interne présente un aspect d'affaissement, en particulier le long de la face est, et des terraces[Traduire passage] se développent. Le bord extérieur ne présente aucun cratère notable, mais un petit cratère se trouve le long de la paroi interne sud-sud-est. Le cratère possède une structure rayonnée et est donc cartographié comme faisant partie du système copernicien.
Le sol intérieur, à l'intérieur des murs intérieurs en pente, est généralement plat, mais irrégulier, avec de nombreuses petites bosses et collines. Près du milieu se trouve une formation inhabituelle de double pic central, avec un petit pic décalé vers l'ouest et une crête plus importante décalée vers l'est. Cette dernière crête s'étend vers le sud jusqu'au bord du mur intérieur.

## Cratères satellites
Par convention, ces caractéristiques sont identifiées sur les cartes lunaires en plaçant la lettre sur le côté du point médian du cratère le plus proche de Carpenter.
| Carpenter | Latitude | Longitude | Diamètre |
| --------- | -------- | --------- | -------- |
| T         | 70,2° N  | 58,3° O   | 9 km     |
| U         | 70,6° N  | 57,0° O   | 20 km    |
| V         | 71,8° N  | 54,1° O   | 6 km     |
| W         | 72,3° N  | 59,8° O   | 10 km    |
| Y         | 71,9° N  | 62,7° O   | 9 km     |